# 채희창
채희창(1999년 8월 4일 ~ )는 대한민국의 축구 선수로, 포지션은 공격수이다.